# Allardyce Nicoll
John Ramsay Allardyce Nicoll (Glasgow, 28 giugno 1894 – 17 aprile 1976) è stato uno storico della letteratura inglese.

## Biografia
Dopo aver completato nella città natale il proprio corso di studi divenne nel 1920 professore al King's College di Londra. Nel 1923 assunse la cattedra di Inglese all'allora East London College, l'odierno Queen Mary's College. Nel 1933 si trasferì negli Stati Uniti all'Università Yale, alla cattedra di drammaturgia e critica drammaturgica, dove diede vita a un importante corso di storia del teatro.
Dopo un breve impiego nel periodo bellico, tra il 1943 e il 1945, presso l'ambasciata britannica a Washington, fu alla guida del Dipartimento di Inglese all'Università di Birmingham dal 1945 al 1961. Dal 1951 al 1961 fu anche primo direttore dell'Istituto Shakespeare di Birmingham da lui stesso fondato.
La sua opera più importante fu History of English Drama, 1660-1900 pubblicata in cinque volumi separati a partire dal 1923 e riedita come opera unica tra il 1952 e il 1959.